# Nautilus Pompilius (együttes)
A Nautilius Pompilius (cirill betűkkel Наутилус Помпилиус), vagy csak simán Nau (cirill betűkkel Hay) egy szovjet, később orosz rockegyüttes volt. Az együttest 1982-ben alapították meg Szverdlovszkban (ma Jekatyerinburg), az együttes alapító tagjai Vjacseszlav Butuszov és Dimitrij Umetszkij voltak. Butuszov 1997-ben feloszlatta az együttest, számos tagcsere és több sikeres album után.

## Neve
A zenekar neve eredetileg Али-Баба и сорок разбойников (Ali baba és a negyven rabló) volt. 1983-ban a zenekar hangrendezője, Andrej Makarov javaslatára változtatták nevét Nautilusra.1985-ben Ilja Kormilcsev kezdeményezésére meghosszabbították Nautilus Pompiliusra, hogy elkerüljék az összetévesztést más orosz rockzenekarokkal, amelyek akkoriban szintén a Nautilus nevet viselték.

## Diszkográfia
| Év        | Cirill betűkkel               | Magyar betűkkel          |
| --------- | ----------------------------- | ------------------------ |
| 1983      | Переезд                       | Perejezd                 |
| 1985      | Невидимка                     | Nevigyimka               |
| 1986      | Разлука                       | Razluka                  |
| 1987–1988 | Ни Кому Ни Кабельность (LIVE) | Nyi Komu Nyi Kabelnoszty |
| 1988      | Князь Тишины                  | Knyaz Tyisini            |
| 1988      | Отбой (LIVE)                  | Otboj                    |
| 1989      | Человек без имени             | Cselovek bez imenyi      |
| 1992      | Чужая земля                   | Csuzsaja zemlja          |
| 1994      | Титаник                       | Titanic                  |
| 1994      | Титаник-LIVE                  | Titanic-LIVE             |
| 1995      | Крылья                        | Krilja                   |
| 1996      | Лучшие Песни (LIVE)           | Lucssije pesznyi         |
| 1997      | Яблокитай                     | Jablokitaj               |
| 1997      | Атлантида                     | Atlantyida (Atlantis)    |